# ويليام جي. ماكلوكين
ويليام جي. ماكلوكين (بالإنجليزية: William G. McLoughlin)‏ هو مؤرخ أمريكي، ولد في 11 يونيو 1922 في Maplewood, New Jersey ‏ في الولايات المتحدة، وتوفي في 28 ديسمبر 1992 في بروفيدنس في الولايات المتحدة.